# Wold Newton (East Riding of Yorkshire)
Wold Newton is een civil parish in het bestuurlijke gebied East Riding of Yorkshire, in het Engelse graafschap East Riding of Yorkshire met 337 inwoners.
Op 13 december 1795 trof een meteoriet van ongeveer 25 kilogram het dorp. Later zou de sciencefictionschrijver Philip José Farmer deze gebeurtenis als basis voor zijn Wold Newton family verhalen gebruiken.